# ダマスキオス
ダマスキオス（古希: Δαμάσκιος Damaskios 英: Damascius 462年ごろ - 538年ごろ）は、東ローマ帝国初期・古代末期ダマスクス出身の哲学者。新プラトン主義者。アテナイのアカデメイア最後の学頭。
529年にユスティニアヌス1世がアカデメイアを閉鎖すると、ササン朝ペルシアのホスロー1世のもとに弟子のシンプリキオスらと一時身を寄せた。
著作に『第一の諸始原についてのアポリアと解』『イシドロス伝』などがある。

## 人物
生涯は不明確な点が多い。史料として『スーダ』、自著の『イシドロス伝』、アガティアス『歴史』などがある。
シリアのダマスクスの裕福な家に生まれる。生年は458年から465年の間、462年ごろと推定される。
青年時代、アレクサンドリアで修辞学者として活動しつつ、哲学者のイシドロスやアンモニオス、アイデシアと知り合い、アイデシアが没した際は弔事を読む。488年ごろ、宗教紛争のためアレクサンドリアを去り、イシドロスと中近東を遍歴した後、490年ごろアテナイに至る。アテナイでは、アカデメイアでプロクロスの二人の弟子マリノスとゼノドトスに哲学や数学を学ぶ。一旦アテナイを離れた後、515年ごろ戻り、マリノス、イシドロス、ゼノドトスを継いで学頭に就任する。
学頭としては、プロクロス没後停滞していたアカデメイアを再興させ、キリキアのシンプリキオスらを引き寄せる。
529年、ユスティニアヌス1世の勅令で異教哲学が禁止され、アカデメイアが閉鎖されると、532年ごろシンプリキオスを含む総勢7人で、学芸保護者として名高いホスロー1世のもとに身を寄せる。しかし期待外れだったためか、やがてみな帰国し、ホスロー1世が外交協定で与えた安全保障のもと晩年を過ごす。
没年は不詳だが、『ギリシア詞華集』所収のダマスキオス作の碑銘詩のオリジナルが、1925年エメサで出土した538年の石碑に発見されたことから、538年にはまだ生きていたと推定される。

## 思想
新プラトン主義的な第一の原理（アルケー）へ至るには、言葉によってではなく「語りえないもの」（アポレートン）によってでなければならないとした。
一者と多様な世界とを繋ぐ三つの仲介者として、「一にして全体」（ヘン・パンタ）、「全体にして一」（パンタ・ヘン）、「一になったもの」（ト・ヘーノーメノン）の「三項」（トリアス）を設定した。

## 受容
中世西欧では受容は絶無に等しく、ルネサンス期に初めて写本が発見された。
現代では、19世紀初頭のツェラーをはじめ等閑視されていたが、21世紀ごろから徐々に再評価されている。再評価した一人にピエール・アドがいる。偽ディオニュシオスの正体がダマスキオスであるとする研究もある。

## 著作

### 現存
- 『第一の諸始原についてのアポリアと解』および『パルメニデス註解』[2] - 主著[2]。両書が別個なのか二つで一つなのか諸説ある[2][7]。
- 『パイドン註解』[7]
- 『ピレボス註解』[7]
- 『ギリシア詞華集』所収の、ゾシメーという召使いの少女への碑銘詩[4]。

### 断片・散逸
- 『イシドロス伝』あるいは『哲学史』 - 『スーダ』とフォティオスを通じて断片的に現存する[2]。先代学頭で友人のアレクサンドリアのイシドロス（英語版）の伝記。ダマスキオス本人や、プロクロス、ヒュパティアについての史料にもなっている。
- 『パラドクサ』 - 奇譚集。フォティオスに言及がある[7]。
- 『数、場所、時間について』 - 哲学書。シンプリキオス『自然学註解』に引用がある[7]。
- 『第一アルキビアデス註解』『国家註解』『パイドロス註解』『ソフィスト註解』『ティマイオス註解』『カルデア神託註解』、その他アリストテレスや修辞学関係の註解[7]。

### 日本語訳
- 堀江聡「翻訳　ダマスキオス『第一の諸始源についてのアポリアと解』第I巻第４部(R.I,66-86)」『慶應義塾大学日吉紀要 人文科学』第19号、慶應義塾大学日吉紀要刊行委員会、2004年。 NAID 120000804635。

ほか。